# باشگاه ورزشی محمدان (داکا)
باشگاه ورزشی محمدان یک باشگاه ورزشی در بنگلادش است که بیشتر در شهر داکا و رشته‌های فوتبال، کریکت، والیبال، بدمینتون و هاکی روی چمن فعالیت می‌کند. این باشگاه در سال ۱۹۳۳ یا ۱۹۳۸ به عنوان شعبه‌ای از باشگاه محمدان کلکته بنیان‌گذاری شد.
این باشگاه سابقه حضور در مراحل اولیه جام باشگاه‌های آسیا را دارد و بهترین عملکرد آنها حضور در یک چهارم نهایی در جام باشگاه‌های آسیا ۹۱–۱۹۹۰ می‌باشد. 
پس از جدایی بنگلادش از هندوستان در ۱۹۴۷ محمد شاه‌جهان بازیکن فوتبال مشهور باشگاه محمدان کلکته به داکا آمد و با سازماندهی مجدد باشگاه محمدان داکا آن را صاحب یکی از تیم‌های فوتبال قوی کرد. این تیم در سال ۱۹۶۲ قهرمان دسته اول بنگلادش شد و در سال‌های بعد فعالیت خود را به رشته‌هایی چون هاکی، شنا، دو و میدانی، بدمینتون، والیبال و پینگ پنگ هم گسترش داد.

## ایرانی‌های محمدان
از بازیکنان ایرانی این تیم می‌توان از بیژن طاهری، غلامرضا نعلچگر نام برد، همچنین ناصر حجازی به عنوان بازیکن و مربی نیز حضور داشته‌است.